# Копитарце
Копитарце је насеље у Србији у општини Владичин Хан у Пчињском округу. Према попису из 2022. било је 28 становника (према попису из 2011. било је 48 становника).

## Положај и тип
Копитарце се налази између Џепа на југу и Гариња на северу. Село је смештено на висини од око 700 метара. Становници се водом снабдевају са извора. Копитарце има мали атар. Називи потеса су: Крива Њива, Ливада, Браниште, Присад, Рид и Благуњак.
Копитарце је издужено од југоистока према северозападу.

## Историја
Копитарце је основано када и околна села. Основали су га преци данашњих родова, који су се доселили однекуда крајем 18. или почетком 19. века.
Село има посебно гробље које лежи на страни атара када се иде у суседно Гариње. На потезу Ливада је сеоски крст, где се скупљају сељаци са гостима на Ђурђевдан. Тада је сеоска слава. О већим празницима становници посећују цркву у варошици Предејану.

## Демографија
У насељу Копитарце живи 70 пунолетних становника, а просечна старост становништва износи 53,7 година (49,0 код мушкараца и 58,1 код жена). У насељу има 31 домаћинство, а просечан број чланова по домаћинству је 2,42.
Ово насеље је у потпуности насељено Србима (према попису из 2002. године).
|  |

| Демографија | Демографија | Демографија |
| Година      | Становника  | Становника  |
| ----------- | ----------- | ----------- |
| 1948.       | 142         |             |
| 1953.       | 144         |             |
| 1961.       | 175         |             |
| 1971.       | 181         |             |
| 1981.       | 140         |             |
| 1991.       | 112         | 112         |
| 2002.       | 75          | 76          |
| 2011.       | 48          |             |
| 2022.       | 28          |             |

| Етнички састав према попису из 2002.‍ | Етнички састав према попису из 2002.‍ | Етнички састав према попису из 2002.‍ | Етнички састав према попису из 2002.‍ | Етнички састав према попису из 2002.‍ |
| ------------------------------------ | ------------------------------------ | ------------------------------------ | ------------------------------------ | ------------------------------------ |
|                                      |                                      |                                      |                                      |                                      |
| Срби                                 | Срби                                 |                                      | 75                                   | 100,0%                               |
| непознато                            | непознато                            |                                      | 0                                    | 0,0%                                 |

| Година пописа     | 1948. | 1953. | 1961. | 1971. | 1981. | 1991. | 2002. |
| ----------------- | ----- | ----- | ----- | ----- | ----- | ----- | ----- |
| Број домаћинстава | 25    | 25    | 30    | 36    | 40    | 32    | 31    |

| Број чланова      | 1 | 2  | 3 | 4 | 5 | 6 | 7 | 8 | 9 | 10 и више | Просек |
| ----------------- | - | -- | - | - | - | - | - | - | - | --------- | ------ |
| Број домаћинстава | 5 | 13 | 9 | 3 | 1 | 0 | 0 | 0 | 0 | 0         | 2,42   |

| Пол    | Укупно | Неожењен/Неудата | Ожењен/Удата | Удовац/Удовица | Разведен/Разведена | Непознато |
| ------ | ------ | ---------------- | ------------ | -------------- | ------------------ | --------- |
| Мушки  | 33     | 9                | 21           | 3              | 0                  | 0         |
| Женски | 39     | 5                | 22           | 11             | 1                  | 0         |
| УКУПНО | 72     | 14               | 43           | 14             | 1                  | 0         |

| Пол    | Укупно                    | Пољопривреда, лов и шумарство | Рибарство                            | Вађење руде и камена | Прерађивачка индустрија       |
| ------ | ------------------------- | ----------------------------- | ------------------------------------ | -------------------- | ----------------------------- |
| Мушки  | 11                        | 0                             | 0                                    | 0                    | 0                             |
| Женски | 1                         | 0                             | 0                                    | 0                    | 1                             |
| УКУПНО | 12                        | 0                             | 0                                    | 0                    | 1                             |
| Пол    | Производња и снабдевање   | Грађевинарство                | Трговина                             | Хотели и ресторани   | Саобраћај, складиштење и везе |
| Мушки  | 0                         | 7                             | 0                                    | 1                    | 0                             |
| Женски | 0                         | 0                             | 0                                    | 0                    | 0                             |
| УКУПНО | 0                         | 7                             | 0                                    | 1                    | 0                             |
| Пол    | Финансијско посредовање   | Некретнине                    | Државна управа и одбрана             | Образовање           | Здравствени и социјални рад   |
| Мушки  | 0                         | 0                             | 0                                    | 1                    | 0                             |
| Женски | 0                         | 0                             | 0                                    | 0                    | 0                             |
| УКУПНО | 0                         | 0                             | 0                                    | 1                    | 0                             |
| Пол    | Остале услужне активности | Приватна домаћинства          | Екстериторијалне организације и тела | Непознато            | Непознато                     |
| Мушки  | 0                         | 0                             | 0                                    | 2                    | 2                             |
| Женски | 0                         | 0                             | 0                                    | 0                    | 0                             |
| УКУПНО | 0                         | 0                             | 0                                    | 2                    | 2                             |